# Varvarin (wieś)
Varvarin (cyr. Варварин) – wieś w Serbii, w okręgu rasińskim, w gminie Varvarin. W 2011 roku liczyła 1587 mieszkańców.